# Ligue populaire et sociale des tribus du Grand Sahara
La Ligue populaire et sociale des tribus du Grand Sahara est une association créée le 10 avril 2006, lors de la fête du Mouloud à Tombouctou au Mali par le « Guide » libyen Mouammar Kadhafi.

## Description
La Ligue était dirigée par le Libyen Rafa Madani et Mouammar Kadhafi en était le président suprême. Chaque pays a une coordination nationale, le président de la section malienne est le Touareg Bajan Ag Hamatou, chef de la tribu des Ouelleminden et député de Ménaka.
L'association regroupe des représentants des populations de toute la zone saharienne, du Maroc au Soudan, mais aussi de divers autres pays comme Djibouti et Oman, considérant la péninsule d'Arabie, la Syrie et la Mésopotamie comme faisant partie de cette aire.
L'annonce de sa création est faite devant les chefs d’État du Sénégal, du Mali, du Niger, de la Sierra Leone et le président intérimaire de Mauritanie le colonel Ely Ould Mohamed Vall, le vice-Premier ministre de la Tchétchénie, le délégué général auprès du président de l’Union russe, Zid Mohamed Sissi, de Louis Farrakhan, leader de la Nation of Islam aux États-Unis, ainsi qu'en présence de nombreux chefs de tribus et de confréries soufies. 
L'objectif de Kadhafi est de réunir à terme tout le Sahara en un seul État. Ce projet voit donc l'opposition de l'Algérie et de l'amenokal des Touareg[pas clair], fidèle à Alger.
L'association se renforce en organisant les fêtes du Mouloud 2007 à Agadez au Niger, en 2008 à Kampala en Ouganda et en 2009 à Nouakchott en Mauritanie. Les cinquième forum et assemblée générale de l'association ayant lieu comme à l'habitude lors de la fête du Mouloud, étaient prévus initialement à Gao au Mali mais se déroulent finalement à Tripoli et Benghazi en Libye.
En 2007, les sultans et dignitaires touaregs intronisent Kadhafi « leader des sultans touaregs », le titrant "noukan touareg Mouammar Kadhafi" et grand "Amghar" (guide en tamsheq). Puis ils lui remettent le "Tambour du Grand Sultan", symbole du pouvoir absolu des tribus touaregs. Les tribus touaregs ont annoncé que cette décision sans précédent dans l’histoire des touaregs du Grand Sahara a été prise pour affirmer au monde qu’elles prêtent allégeance à Kadhafi, se soumettent à son commandement et mettent leur avenir entre ses mains.
Des accusations seront portées contre la Ligue et contre son dirigeant après ces deux fêtes du Mouloud, une rébellion touareg éclatant au Mali peu après le Mouloud 2006, et la rébellion du Mouvement des Nigériens pour la justice (MNJ) éclatant après le Mouloud 2007.
En 2008, étaient présents près de 6 000 participants représentants les tribus, mais aussi des musulmans d'Europe, des États-Unis et du Golfe. Participait outre Kadhafi, les présidents ougandais Yoweri Museveni, malien Amadou Toumani Touré, kenyan Mwai Kibaki, djiboutien Ismaïl Omar Guelleh, somalien Abdullahi Yusuf, rwandais Paul Kagame, burundais Pierre Nkurunziza, de Zanzibar Amani Abeid Karume, le Premier ministre de Guinée Lansana Kouyaté et le ministre de la Défense du Gabon et fils du président, Ali Bongo Ondimba.
La Ligue se fixe lors du Mouloud 2008 comme objectif de régler les crises du nord du Niger, du nord du Mali, du Darfour et de convaincre les rebelles et le gouvernement tchadien de faire un gouvernement d'union nationale.
En 2010, 90 pays sont représentés et les présidents du Tchad, de la Mauritanie, des Comores et de la Tchétchénie entourent le « guide » libyen lors de la prière.
La 6e édition, prévue en 2011 en Égypte, n'a pas eu lieu.